# Wilhelm Nagel (medicinare)
Wilhelm Nagel, född 10 januari 1856 i Hoyer, Sønderjylland, död 22 februari 1937 i Berlin, var en tysk gynekolog och embryolog.
Nagel studerade medicin i Marburg och Strassburg samt promoverades till medicine doktor i Berlin 1878. År 1889 blev han privatdocent i obstetrik och gynekologi vid universitetet i Berlin och 1896 extra ordinarie professor i gynekologi där.